# Homer (Georgia)
Homer város az USA Georgia államában, Banks megyében, melynek megyeszékhelye is. Lakosainak száma 1264 fő (2020. április 1.).

## Népesség
A település népességének változása:
| Lakosok száma | 120  | 950  | 1141 | 1264 |
|               | 1870 | 2000 | 2010 | 2020 |